# Natalia Kuchinskaya
Natalia Alexandrovna Kushinskaya, em russo: Наташа Кучинская (São Petersburgo, 12 de março de 1949) é uma ex-ginasta russa, que competiu em provas de ginástica artística, representando a extinta União Soviética. 
Dentre seus maiores êxitos, estão a título mundial e olímpico conquistado na trave de equilíbrio. Natalia fez parte da equipe soviética, que conquistou a medalha de ouro durante os Jogos Olímpicos de Cidade do México, em 1968.

## Carreira
Natalia Kushinskaya nasceu em São Petersburgo, e estando apenas no jardim de infância, foi selecionada para integrar uma pequena equipe de ginástica. No início, Natalia pensava em tornar-se uma bailarina, mas por influência dos pais, acabou por optar a praticar ginástica. Seu primeiro treinador foi Vladimir Reyson, mas sua grande inspiração e admiração era de sua compatriota, a soviética Larissa Latynina.
Em 1965, aos dezesseis anos, Natalia foi conquistou o título nacional nos exercícios individuais. Durante o Campeonato Mundial de Dortmund, ao lado de Polina Astakhova, Zinaida Druzhinina, Olga Kharlova, Larissa Latynina e Larissa Petrik, não conseguiu superar a equipe equipe tcheca de Vera Caslavska, e conquistou a medalha de prata. Classificada para todos os eventos finais individuais, Natalia saiu-se vitoriosa em três: trave, solo e barras assimétricas. No evento geral individual foi medalhista de prata, e no salto, foi bronze. Nos Jogos Olímpicos de Cidade do México, sua primeira aparição olímpica, Natalia conquistou a medalha de ouro por equipes, ao lado de Zinaida Voronina, Larissa Petrik, Olga Karaseva, Ludmilla Tourischeva e Ljubov Burda. No evento geral individual, foi bronze, ao não superar a tcheca Vera Caslavska e sua compatriota Zinaida Voronina, ouro e prata, respectivamente. Classificada para a final do solo e da trave, Natalia conquistou o bronze no solo, atrás do duplo ouro, conquistado por Larissa Petrik e de Vera Caslavska. Na final da trave, igualou o título mundial, e terminou com o ouro.
Após a realização do evento, Natalia anunciou oficialmente sua aponsetadoria do desporto, alegando problemas físicos. Porém, durante uma entrevista, na década de 90, a ex-ginasta alegou ter perdido o interesse no esporte. Após sua aposentadoria, Natalia tornou-se técnica na União Soviética, Estados Unidos e no Japão. Casou-se em 1980 com o oftalmologista Alexander Kotliar, e atualmente vive como técnica nos Estados Unidos, onde criou seu próprio clube de ginástica em Illinois. Em 1990 participou de um documentário, sobre sua experiência durante sua carreira de ginasta.
Em 2006, a ginasta fora inserida no International Gymnastics Hall of Fame.

## Principais resultados
| Ano  | Evento                                    | AA                | Equipe           | Salto sobre o cavalo | Barras assimétricas | Trave            | Solo              |
| ---- | ----------------------------------------- | ----------------- | ---------------- | -------------------- | ------------------- | ---------------- | ----------------- |
| 1965 | Campeonato Nacional Soviético             | Medalha de ouro   |                  |                      |                     | Medalha de ouro  |                   |
| 1965 | Copa Soviética                            | Medalha de prata  |                  |                      |                     |                  |                   |
| 1966 | Campeonato Mundial de Ginástica Artística | Medalha de prata  | Medalha de prata | Medalha de bronze    | Medalha de ouro     | Medalha de ouro  | Medalha de ouro   |
| 1966 | Campeonato Nacional Soviético             | Medalha de ouro   |                  |                      | Medalha de prata    | Medalha de ouro  | Medalha de ouro   |
| 1966 | Copa Soviética                            | Medalha de ouro   |                  |                      |                     |                  |                   |
| 1967 | Campeonato Europeu                        |                   |                  |                      |                     | Medalha de prata | Medalha de prata  |
| 1967 | Campeonato Nacional Soviético             | Medalha de ouro   |                  | Medalha de ouro      | Medalha de ouro     | Medalha de ouro  | Medalha de ouro   |
| 1968 | Campeonato Nacional Soviético             | Medalha de ouro   |                  |                      |                     |                  |                   |
| 1968 | Jogos Olímpicos                           | Medalha de bronze | Medalha de ouro  | Medalha de bronze    |                     | Medalha de ouro  | Medalha de bronze |